# Nawabshah
Nawabshah (en urdú: نوابشاہ) es una ciudad pakistaní en la provincia de Sindh fundada en 1912 a unas 4 horas de Karachi, sobre el Río Indo. 
Nawabshah es famoso por su producción de caña de azúcar y plátano.

## Demografía
Según estimación 2010 contaba con 272.598 habitantes.